# Мюндольсайм (кантон)
Мюндольса́йм (фр. Canton de Mundolsheim) — упразднённый кантон на северо-востоке Франции, в регионе Эльзас, департамент Нижний Рейн, округ Страсбур-Кампань. Площадь кантона Мюндольсайм составляла 71,74 км², количество коммун в составе кантона — 14, численность населения 47 466 человек (по данным INSEE, 2012), при средней плотности 662 жителя на квадратный километр (км²).

## История
Кантон был создан в 1793 году.
С 1940 по 1945 год территория была оккупирована гитлеровской Германией.
До административной реформы 2015 года в состав кантона входило 14 коммун. По закону от 17 мая 2013 и декрету от 18 февраля 2014 года количество кантонов в департаменте Нижний Рейн уменьшилось с 44 до 23. Новое территориальное деление департаментов на кантоны вступило в силу во время выборов 2015 года. После реформы кантон был упразднён.

## Консулы кантона
| Период    | Консул                  | Должность                          |
| --------- | ----------------------- | ---------------------------------- |
| 1973—1990 | Jean-Jacques Rohfritsch | Мэр коммуны Лампертайм (1965—1990) |
| 1990—1998 | Rémy Schlichter         | Мэр коммуны Вольфисайм             |
| 1998—2015 | André Lobstein          | Мэр коммуны Экбольсайм (с 1995)    |

## Состав кантона
До марта 2015 года кантон включал в себя 14 коммун:
| Код INSEE | Коммуна         | Французское название | Почтовый индекс | Площадь, км² | Население (2013) | Плотность, чел/км² |
| --------- | --------------- | -------------------- | --------------- | ------------ | ---------------- | ------------------ |
| 67001     | Ашенайм         | Achenheim            | 67204           | 6,03         | 2025             | 335,8              |
| 67065     | Брешвиккерсайм  | Breuschwickersheim   | 67112           | 5,06         | 1274             | 251,8              |
| 67118     | Экбольсайм      | Eckbolsheim          | 67201           | 5,34         | 6725             | 1259,4             |
| 67182     | Ангенбитен      | Hangenbieten         | 67980           | 4,11         | 1496             | 364,0              |
| 67226     | Иттенайм        | Ittenheim            | 67117           | 6,71         | 2161             | 322,1              |
| 67256     | Лампертайм      | Lampertheim          | 67450           | 6,58         | 2905             | 441,5              |
| 67296     | Миттелосберген  | Mittelhausbergen     | 67206           | 1,72         | 1836             | 1067,4             |
| 67309     | Мюндольсайм     | Mundolsheim          | 67450           | 4,2          | 4817             | 1146,9             |
| 67326     | Нидеросберген   | Niederhausbergen     | 67207           | 3,06         | 1394             | 455,6              |
| 67343     | Оберосберген    | Oberhausbergen       | 67205           | 3,79         | 4855             | 1281               |
| 67350     | Обершеффольсайм | Oberschaeffolsheim   | 67203           | 9,3          | 2244             | 241,3              |
| 67389     | Рейшстет        | Reichstett           | 67116           | 7,61         | 4407             | 579,1              |
| 67471     | Суффельвеэрсайм | Souffelweyersheim    | 67460           | 4,51         | 7665             | 1699,6             |
| 67551     | Вольфисайм      | Wolfisheim           | 67202           | 5,57         | 3999             | 718,0              |

В результате административной реформы в марте 2015 года кантон был упразднён. Коммуна Иттенайм передана в состав кантона Буксвиллер (округ Саверн), 4 коммуны (Ангенбитен, Ашенайм, Брешвиккерсайм и Обершеффольсайм) переданы в состав вновь созданного кантона Ленгольсайм (округ Страсбур), а остальные 9 коммун (Вольфисайм, Лампертайм, Миттелосберген, Мюндольсайм, Нидеросберген, Оберосберген, Рейшстет, Суффельвеэрсайм и Экбольсайм) переданы в состав вновь созданного кантона Энайм (округ Селеста-Эрстен).